# Пан воевода
«Пан воевода» — опера в четырёх действиях Николая Римского-Корсакова. Опера посвящена памяти Фредерика Шопена.
Впервые поставлена частной оперной труппой в Петербурге 16 октября 1904 года (дирижёр Вячеслав Сук).

## Действующие лица
- Пан воевода — бас
- Ядвига Запольская, богатая вдова, аристократка — сопрано
- Дзюба, старик, Олесницкий, юноша, соседи воеводы по поместьям  — бас, контральто
- Болеслав Чаплинский, молодой шляхтич — тенор
- Пославский, шляхтич, его друг — баритон
- Мария Оскольская, шляхтянка, сирота — сопрано
- Дорош, старый пасечник — бас
- Маршалок воеводы — тенор

Гости воеводы — паны и наяны, охотники, холопы, шляхтичи.

## Сюжет
Действие происходит в Польше в XVI—XVII столетиях.
Действие первое. Ясным летним днём на опушке леса Болеслав Чаплинский встретился со своей невестой Марией. Молодые люди мечтают о скорой свадьбе. Слышны охотничьи рога. «Опять с толпой приятелей безбожных по нашим нивам рыщет воевода», — замечает Чаплинский, перечисляя вслед за тем бесчинства и преступления воеводы. На вопрос Марии о суде он отвечает: «Он так могуч, и родовит, и знатен, что для него и сам король не страшен. Ему закон и право нипочём». Мария рассказывает жениху, что как-то встретила воеводу в лесу; он показался ей растерянным и смущённым. Не желая встречаться с ним, Чаплинский и Мария углубляются в лес.
Появляется воевода в сопровождении гостей и охотников. Они располагаются на лужайке. Среди гостей — возлюбленная воеводы, пани Ядвига. Воевода мрачен и не принимает участия в общем веселье. Он не может забыть красавицу, которую увидел недавно в лесу. Гости расходятся, гуляя по лесу. На лужайку выходит Мария. Пылкие признания воеводы пугают девушку. Она хочет бежать, но воевода загораживает ей путь. На зов Марии из леса выбегает Чаплинский. Воевода велит слугам связать Чаплинского. Чаплинский бьётся с ними саблей и один из слуг воеводы тяжело ранит его в голову. Воевода велит слугам бросить раненого в лесу. Возвращаются гости; воевода объявляет, что женится на Марии.
Действие второе. Ночной порой на пасеку старого колдуна Дороша приходит Ядвига. Она хочет узнать свою судьбу. Дорош ворожит: женой воеводы станет Мария. Вне себя от гнева и ревности, Ядвига просит Дороша дать ей яду. Она обещает свою любовь Олесницкому, влюблённому в неё юноше, если он поможет ей рассчитаться с воеводой. В лесу слышны голоса. Это друзья Чаплинского и сам он, едва оправившись от раны, собрались, чтобы обдумать, как вырвать Марию из рук воеводы. Шляхтич Пославский предлагает в день свадьбы напасть на замок воеводы и освободить Марию. Ядвига подслушивает их сговор.
Действие третье. Свадебное пиршество у воеводы. Все веселы, одна лишь Мария бледна и задумчива. Под торжественные звуки полонеза гости выходят в сад. Появляется не приглашённая Ядвига. Пользуясь отсутствием гостей, она хочет незаметно всыпать яд в кубок Марии, но не успевает: её видит Дзюба и начинает с ней заигрывать. Вместе с гостями возвращается в зал воевода, и застигнутая врасплох Ядвига вынуждена сказать, что пришла предупредить о готовящемся нападении на замок. Гости упрашивают Марию спеть им песню, и Мария после недолгого колебания, собравшись с жухом, поёт грустную, но дерзкую песню про раненого лебедя, брошенного на произвол судьбы и напрасно зовущего любимую подпугу. Дзюба пытается вновь развеселить приунывших гостей и приводит своих танцоров. Во время танца из сада раздаются выстрелы. Слова Ядвиги подтверждаются: толпа вооружённых шляхтичей во главе с Чаплинским врывается в зал. Завязывается ожесточённая схватка.
Действие четвёртое. Утро в замке. Чаплинский взят в плен, и его ждёт казнь. В ответ на мольбы Марии о пощаде Чаплинского воевода требует: «Скорей пред замком приготовить плаху… созвать сюда гостей, и через час чтоб был палач готов». Из сада в зал спешит Олесницкий с бокалами вина для новобрачных. Ядвига велит ему влить яд в кубок Марии. Между тем воевода горько раскаивается в измене Ядвиге и говорит, что только с нею и мог быть счастлив. Самолюбие Ядвиги удовлетворено. Олесницкий видит Ядвигу в объятиях воеводы. Возмущённый её коварством, он решает показать ей, что с ним такие шутки плохи и вместо Марии отравить воеводу. Вместе с гостями Олесницкий входит в зал и подносит новобрачным кубки с вином. Вводят Чаплинского. Воевода хочет, чтобы все видели, какая расправа грозит каждому, кто осмелится поднять руку на пана воеводу, но внезапно сам падает замертво. Мария как вдова и наследница воеводы, приказывает слугам освободить Чаплинского.

## Аудиозапись
| Год  | Организация                     | Дирижёр        | Солисты | Издатель и каталожный номер | Примечания |
| ---- | ------------------------------- | -------------- | --- | --------------------------- | ---------- |
| 1951 | Хор и оркестр Всесоюзного радио | Самуил Самосуд | Пан воевода — Алексей Королёв, Ядвига Запольская — Наталья Рождественская, Дзюба — Константин Поляев, Олесницкий — Людмила Легостаева, Болеслав Чаплинский — Анатолий Орфёнов, Пославский — Гуго Тиц, Мария Сокольская — Капитолина Рачевская, Дорош — Геннадий Троицкий, Маршалок — Алексей Усманов | Мелодия М10 48653-8 (1989)  |            |

Источники: Архивная копия от 2 июня 2016 на Wayback Machine,  Архивная копия от 17 апреля 2016 на Wayback Machine